# Cotorra ventrevermella
La cotorra ventrevermella (Pyrrhura perlata) és una espècie d'ocell de la família dels psitàcids que habita la selva humida del Brasil amazònic i nord i est de Bolívia.